# (I'd Be) A Legend in My Time
«(I'd Be) A Legend in My Time» es una canción escrita e inicialmente interpretada por el músico estadounidense Don Gibson en 1960. La versión más conocida del tema es una grabación por el músico Ronnie Milsap. Se publicó en noviembre de 1974 como el sencillo principal de su álbum A Legend in My Time.

## Recepción de la crítica
Un escritor no especificado de la revista Cash Box consideró que Ronnie Milsap “presenta una actuación que se ubica entre las mejores que jamás haya hecho”.

## Rendimiento comercial
En Estados Unidos, «(I'd Be) A Legend in My Time» debutó en el puesto número 76 de la lista Hot Country Singles de Billboard durante la semana que terminó el 30 de noviembre de 1974, donde se desempeñó como el debut más alto de la edición. Después de escalar de manera constante la lista durante nueve semanas consecutivas, encabezó la lista el 25 de enero de 1975, donde desplazó la canción de Merle Haggard, «Kentucky Gambler», de la posición más alta. «(I'd Be) A Legend in My Time» salió de la lista Hot Country Singles el 22 de febrero en la posición número 81; en total, pasó 13 semanas consecutivas entre los rankings de la lista.
Fuera del país natal de Milsap, el sencillo tuvo un éxito comercial similar. En Canadá, «(I'd Be) A Legend in My Time» debutó en el puesto número 48 de la lista RPM Country Playlist durante la semana que terminó el 21 de diciembre de 1974, donde se desempeñó como el tercer debut más alto de la edición. En su octava semana en la lista, «(I'd Be) A Legend in My Time» alcanzó el primer puesto que anteriormente ocupaba «Kentucky Gambler» de Merle Haggard. «(I'd Be) A Legend in My Time» salió de la lista Country Playlist el 1 de marzo en el número 22; en total, pasó díez semanas consecutivas entre los rankings de la lista.

## Lista de canciones
7-inch single – RCA APB0-0313
1. «(I'd Be) A Legend in My Time» (Don Gibson) – 2:54
2. «The Biggest Lie» (John Schweers) – 2:24

## Posicionamiento
| Gráfica (1974–75)                              | Pico de posición |
| ---------------------------------------------- | ---------------- |
| Canadá (RPM Country Playlist)                  | 1                |
| Estados Unidos (Billboard Hot Country Singles) | 1                |
| Estados Unidos (Cash Box Country Top 75)       | 1                |